# Strand (Rogaland)

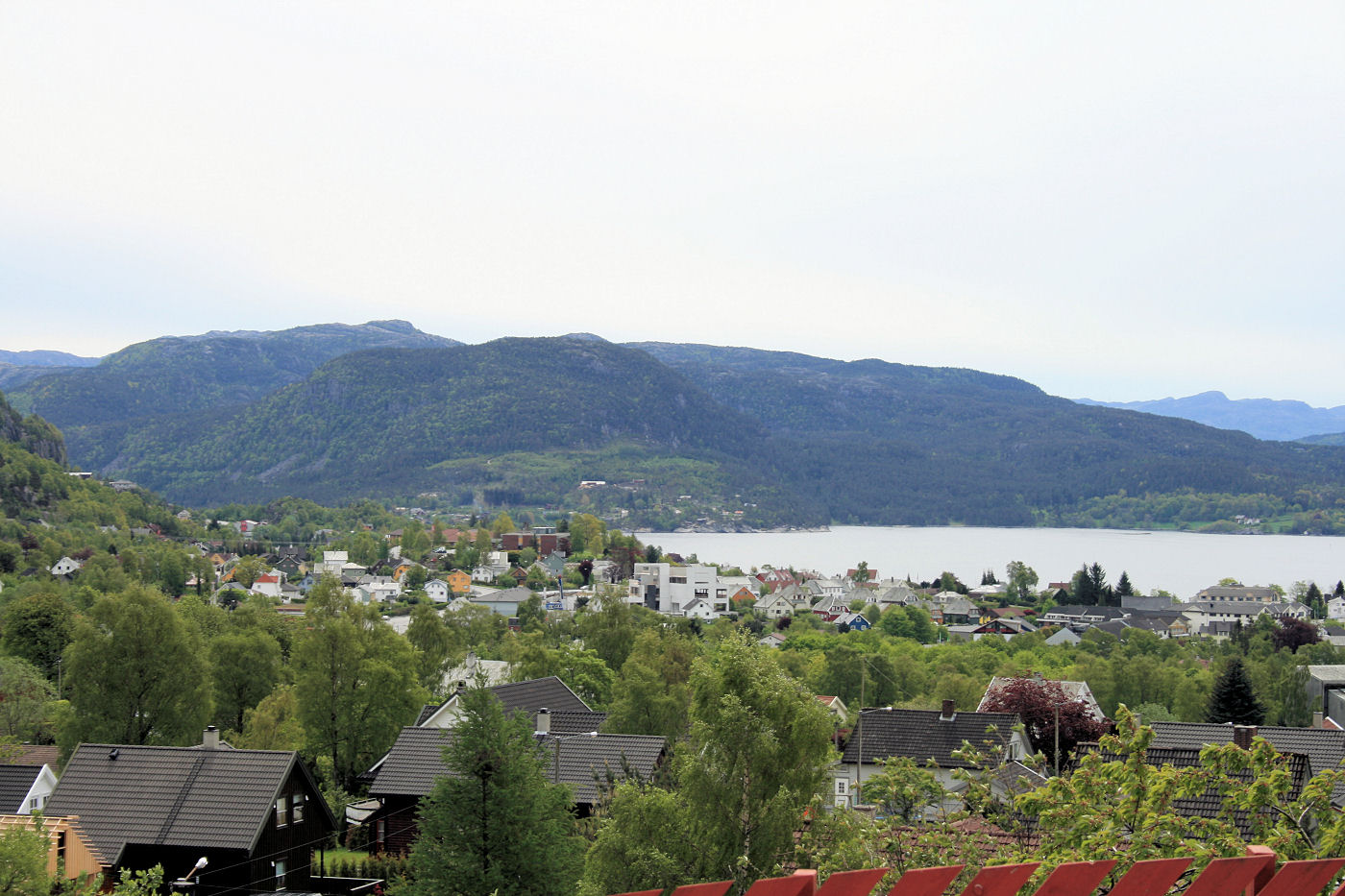
Jørpeland

Strand is een gemeente in de regio Ryfylke in de provincie Rogaland in Noorwegen. De gemeente grenst aan de gemeenten Hjelmeland en Sandnes. Aan de andere oever van het fjord grenst hij naast Sandnes aan Stavanger. Strand heeft twee grote centra, het administrative is de stad Jørpeland met ongeveer 6 000 inwoners, en Tau met haar ongeveer 2 500 inwoners. Vanuit Tau was Stavanger tot 2019 met de veerdienst Stavanger - Tau bereikbaar. Dat jaar werd evenwel de Ryfylketunnel onder de Horgefjord in dienst genomen. De gemeente in totaal telde 12.622 inwoners in januari 2017.

## Plaatsen in de gemeente
- Tau
- Jørpeland

## Geboren
- Olaug Bollestad (1961), politica
- Hadia Tajik (1983), politica

Bjerkreim · Bokn · Eigersund · Gjesdal · Hå · Haugesund · Hjelmeland · Karmøy · Klepp · Kvitsøy · Lund · Randaberg · Sandnes · Sauda · Sokndal · Sola · Stavanger · Strand · Suldal · Time · Tysvær · Utsira · Vindafjord

Fylker van Noorwegen